# Jean-Claude Blanc

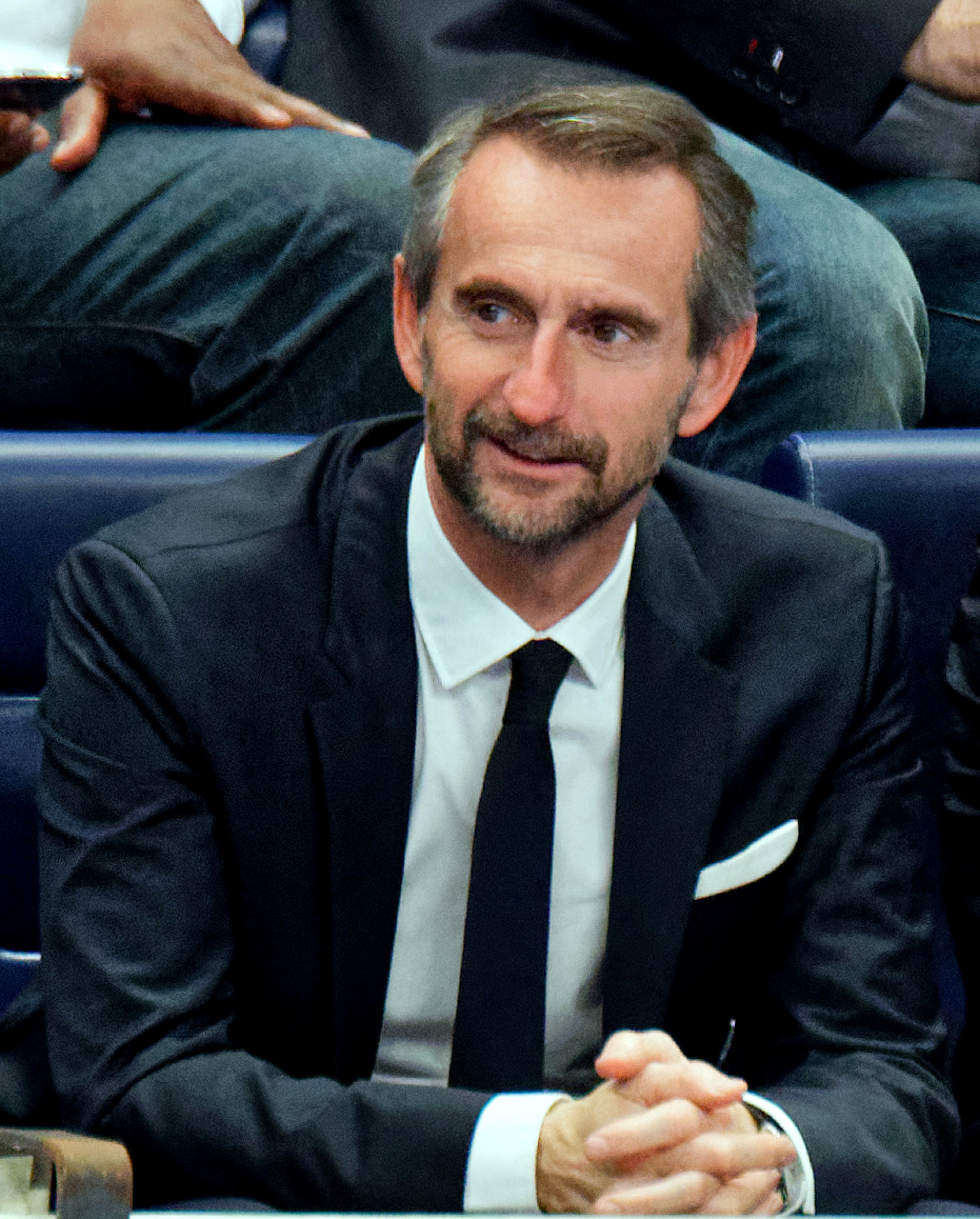
Imagem de Jean-Claude Blanc.

Jean-Claude Blanc (Chambéry, 9 de abril de 1963) é um diretor-esportivo francês, e ex-presidente da Juventus da Itália.
Tornou-se diretor e diretor-geral da Juventus, após a saida de Antonio Giraudo e Luciano Moggi em 29 de junho de 2006. Em 6 de outubro de 2009 John Elkann confirmou em entrevista que ele será o novo presidente do clube, no lugar de Giovanni Cobolli Gigli. Tornou-se oficialmente presidente da Juventus 6 dias depois.